# Sociolismo
O Sociolismo ("parceiro-ismo"), também conhecido como amiguismo ("amigo-ismo"), é o termo informal usado em Cuba descrever a troca recíproca de favores por parte dos indivíduos, geralmente relacionada com a evasão de restrições burocráticas ou a obtenção de bens difíceis de encontrar.

## Visão geral
Vem da palavra espanhola socio, que significa parceiro de negócios ou amigo, e é um trocadilho com a política oficial do governo de socialismo (socialismo). É análogo ao termo blat da União Soviética ou ao termo combina em Israel. É uma forma de corrupção em Cuba.
O termo é particularmente associado à economia de mercado negro e ao nepotismo percebido na economia comandada pelo Estado de Cuba. Os sócios podem ser operadores do mercado negro que "facilitam" (roubam) bens que são oficialmente reservados para o Estado. Eles também podem conseguir um emprego para alguém ou obter documentação.
O sistema é usado por qualquer pessoa que precise de enviar um e-mail ou imprimir um currículo, mas não tenha um computador, ou precise de tinta ou cimento, mas não tenha acesso a uma loja de materiais de construção ou de materiais de construção. Gary Marx, correspondente do Chicago Tribune em Havana, relata que o sistema funciona desta forma: os cubanos enviam sinais de que precisam de algo, fazem chamadas telefónicas e visitam vizinhos e amigos para encontrar a pessoa certa que pode pôr as coisas em movimento.
Poucas pessoas possuem carros e os autocarros, ou camellos, são lentos e superlotados; muitos cubanos passam horas todos os dias organizando viagens para ir ao trabalho, à escola ou realizar uma tarefa. As pessoas muitas vezes precisam estender a mão e garantir o que precisam por fuera ("através do exterior") ou por la izquierda ("através da esquerda"), gírias que significam "fora do sistema oficial".
O sistema tem diferentes níveis e obrigações. Amigos, vizinhos e parentes fazem favores uns aos outros sem esperar nada em troca. Mas com conhecidos menos conhecidos, a troca é mais normal por coisas como champô, um pedaço de frango, fruta ou dinheiro.
Às vezes, os favores estendem-se a centenas de pessoas. Funcionários de uma empresa estatal em Pinar del Río receberam tratamento especial num hospital local em troca de papel, canetas e outros materiais e serviços escassos.
O "sociolismo" permite que qualquer pessoa com controlo sobre algum recurso troque acesso ao recurso por algum benefício material pessoal atual ou futuro. Redes complexas de obrigações recíprocas tornaram-se, assim, uma parte importante do funcionamento da economia cubana.
A vida diária envolve manter os relacionamentos pessoais necessários para garantir o acesso aos bens e serviços necessários, por meio de canais não oficiais ou por meio de canais oficiais, mas por meios não oficiais. Embora o termo tenha se tornado proeminente durante a crise económica conhecida como Período Especial em Cuba, o seu uso continuou até meados dos anos 2000.
Aspetos do sociolismo cubano foram exportados para os Estados Unidos por meio de imigrantes cubanos, que contavam com amigos e parentes no seu novo país para ajudá-los a encontrar empregos, já que não conseguiam comprovar as suas habilidades ou emprego em Cuba. Isto foi particularmente prevalente na maior comunidade cubano-americana, na Flórida.